# میجیرو، توکیو

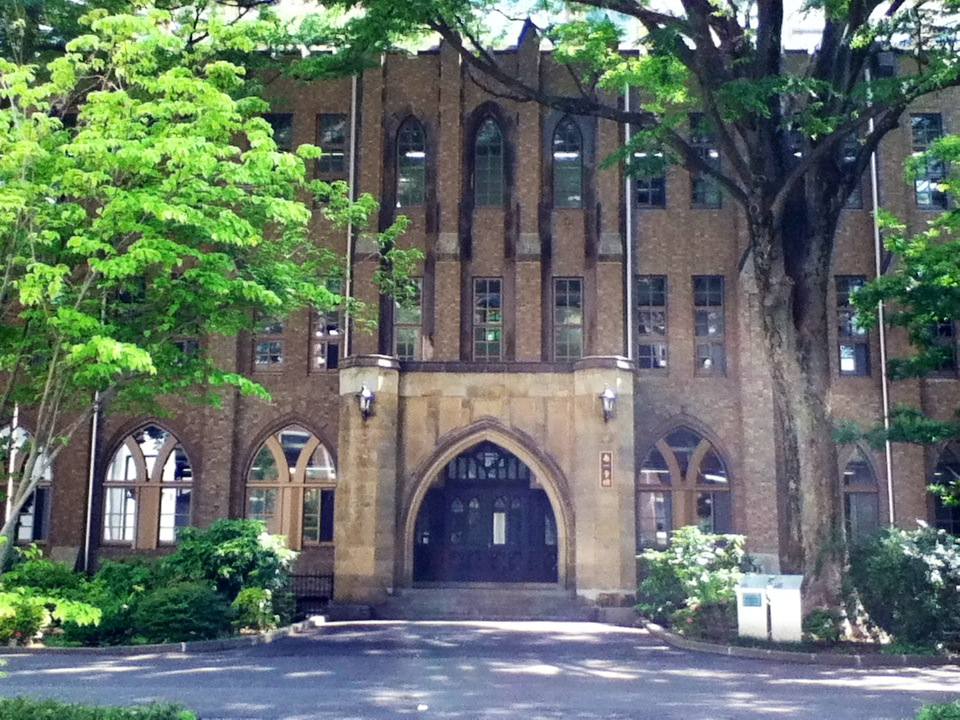
دانشگاه گاکوشوین شماره ۱

میجیرو، توکیو (انگلیسی: Mejiro, Tokyo)، یک منطقه مسکونی در توشیما-کو، توکیو، توکیو، ژاپن است که در ایستگاه میجیرو خط یامانوته واقع شده‌است. نام منطقه (به معنای واقعی کلمه "چشم‌های سفید") است.